# Meudon
Meudon é uma comuna francesa na região administrativa da Ilha de França, no departamento de Altos do Sena, na periferia sudoeste de Paris. Destaca-se por sua tranquilidade (dos 990 hectares da cidade, 520 são arborizados) e por suas atividades científicas. É em Meudon que se localiza uma das três instalações do Observatório de Paris, com seus vários laboratórios, o qual foi construído no sítio onde se erguia o Château de Meudon. Os povo de Meudon são os Meudonenses.

## Geografia

### Urbanismo
Meudon é composta de diferentes bairros: Centre-Ville, Bellevue, Val-Fleury, Bas-Meudon e Meudon-la-Forêt. Cada um tem suas características e ambientes próprios.
O Insee corta a cidade em dois "grandes bairros":
- Meudon-la-Forêt, em si dividido em sete ilhas agrupadas para a informação estatística sendo Meudon-la-Forêt 1 a 6, Forêt domaniale
- Meudon Centre, em si dividido em sete ilhas agrupadas para a informação estatística sendo Bellevue 1 e 2, Bas-Meudon 1 e 2, Centre 1 a 5, Val Fleury 1 a 3.[2]

## Toponímia
O nome do lugar é evidenciado nas formas Meclodunum no século I, Milidonem no IX século, Moldon em 1154 - 1155, Meodum  no século XIII, Moldunum no século XIII, Meudo, Meudonum, Meudun em 1218, Modun, Moudon em 1238, Meudon em 1249.
No século XVIII, o abade Jean Lebeuf afirma que "há alguns títulos que fazem menção de Meudon, que desde o final do século XII ou o início do século XIII ; em seus títulos, este local é chamado de Meodum ou Meudon ou ainda  Meudun . Obviamente que não se sabia então como o latinizar, que durou bem para a maior parte do século XIII. Mas se não há época certa para Meudon, acrescenta este autor, também é verdade que não podemos dar inteiramente a etimologia; é certo que o fim da palavra vem de dun ... ".
No entanto, outras formas mais antigas foram relatadas em Meudon pelos toponimistas desde então. Além disso, o conhecimento da língua gaulesa tem feito progressos significativos no século XX, graças à descoberta de muitas inscrições, o desenvolvimento da linguística em geral e da linguística celta em particular. Em relação ao gaulês, a publicação do Dicionário da língua gaulesa por Georges Dottin deu uma base segura para o estudo da língua, pelo menos em termos lexicográficos. De modo que a etimologia dada em Meudon pelo abade Lebeuf já não tem qualquer valor hoje, mesmo como uma hipótese alternativa.
O segundo elemento -don é identificado como o termo gaulês dunos, "colina, fortaleza", "forte, cidadela, muro fortificado, monte" que é frequentemente encontrado na toponímia francesa. O primeiro elemento *Metlo- > Meclo- > *Melo- (« Mili- ») > Meu- representa por contração linguística, o gaulês metelo- "ceifeiro", que também é encontrado em Melun, mencionado por César como Metlosedum, puis Mecledone, Melodunum no século I. Metlo- > Meclo- está mais próximo do velho córnico midil "ceifeiro", do galês medel "troupe de ceifeiros" e do irlandês antigo methel no mesmo sentido, tudo a partir de *metelo-. As formas Metlo- puis Meclo- se justificam pela síncope do e central e a passagem subsequente do grupo /-tlo-/ a /-clo-/ que é uma evolução fonética conhecida. O senso global de *Metelo-dunum é o de "forte dos ceifeiros".
O nome primitivo de Melun, ou seja, Metlosedum originalmente continha um elemento -sedum diferente que foi posteriormente substituído por -dunum, tornando-se um nome de local similar. No entanto a evolução fonética tem sido diferente por causa do deslocamento do acento tônico.

## História

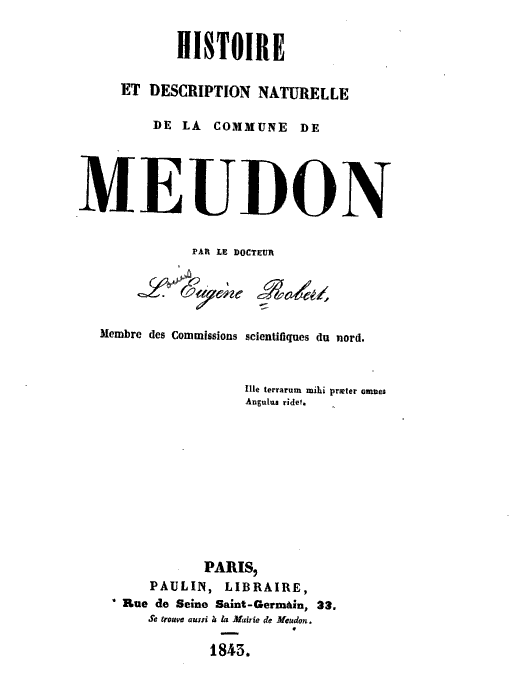
Página do livro História natural e descrição da comuna de Meudon

Louis Eugène Robert - um médico naturalista que viveu na Cidade de Meudon - publicou em 1843 Histoire et description naturelle de la commune de Meudon (disponível em Wikisource), um livro que descreve a história e a história natural da cidade.

### Época romana
A cerca de 4 km a sudoeste de Paris, esta comuna é construída sobre colinas e ao sul de uma volta do Sena. Os sítios arqueológicos mostram que Meudon foi povoada desde os períodos neolíticos. Os Gauleses chamavam este lugar Mole-Dum (dun), os Romanos a chamavam Moldunum.

### Idade Média
O mais antigo senhor conhecido de Meudon é o cavaleiro Erkenbold, em 1180.
Na Idade Média, a história da cidade de Meudon está profundamente ligada à família de Meudon, uma família da antiga nobreza francesa.
Embora não possa haver nenhum título que faça menção aos direitos da abadia de Saint-Germain em Meudon antes do século XIII, o mosteiro possuía um senhorio, pelo menos a partir do décimo segundo . Neste território ficava uma vinha pertencente a Jean Abade de saint Victor.
Em 1235 Simon Abade de Saint Germain comprou os dízimos de trigo e de vinho do território de Meudon os quais Étienne de Meudon apreciava. A abadia continuou em seguida a comprar outras terras em Meudon.
Em 1333, Robert de Meudon foi padeiro do rei, seu filho Henri, em 1342, foi o grande caçador.

### Renascimento e Antigo Regime

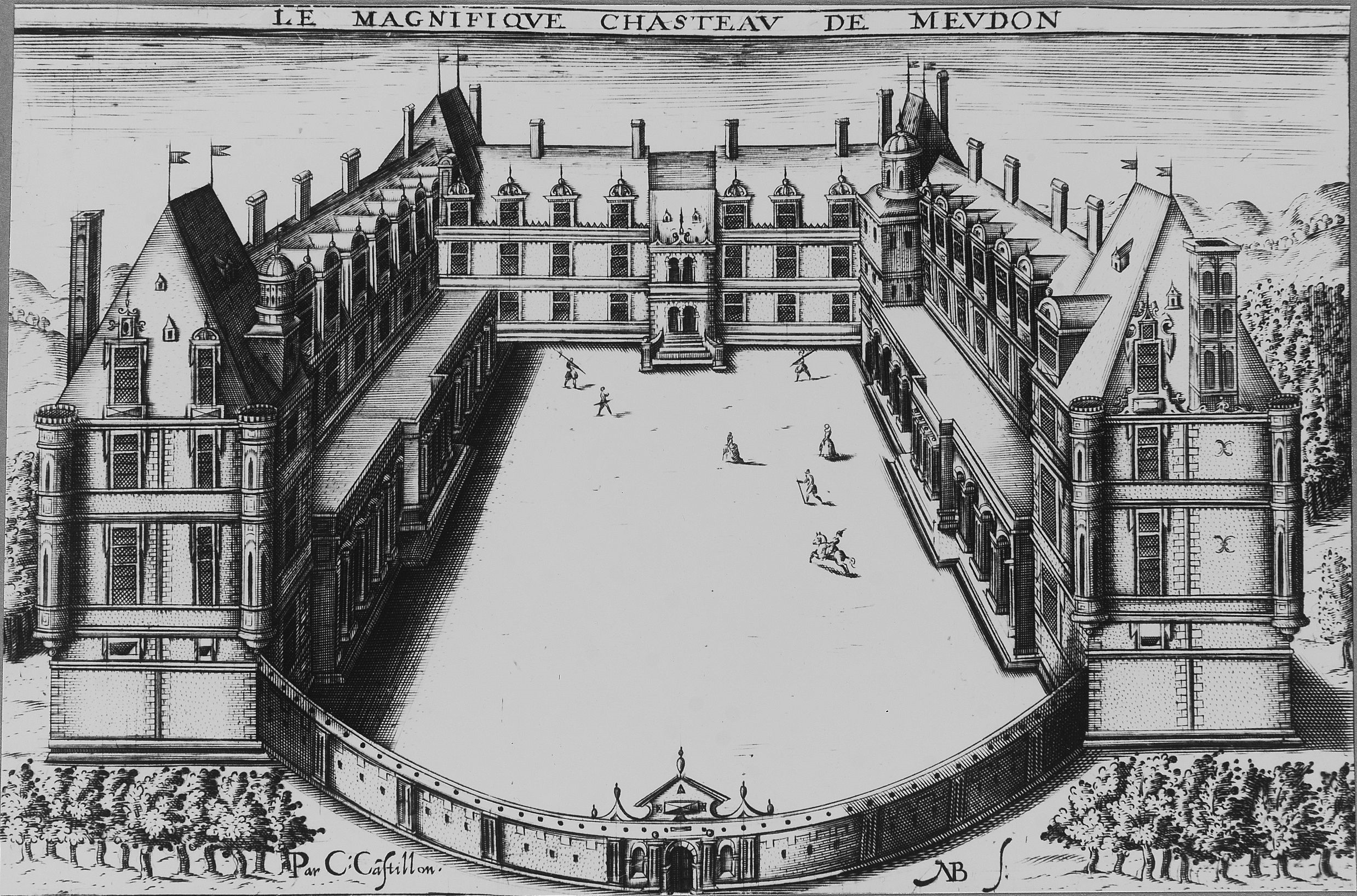
Gravura do castelo de Meudon

Em 1539, a terra de de Meudon pertencia ao cardeal Antoine Sanguin, que a deixou à sua sobrinha Anne de Pisseleu, amante de Pisseleu Francisco I.
A cúria da paróquia Saint-Martin foi atribuída em 1551 a François Rabelais.
Anne vendeu Meudon por uma pensão anual de 3000 libras, ao cardeal Carlos de Lorena, que, no século XVI. No seu retorno do Concílio de Trento, ele trouxe os primeiros quatro capuchinhos que têm sido vistos na França e foram construir um convento. Em 1574, o castelo caiu ao Balafré, Henrique de Lorena, duque de Guise, assassinado pelas ordens de Henrique III. Meudon foi vendida em 1654, a Abel Servien, superintendente das finanças sob Luís XIV. Seu filho, em 1679, vendeu a terra para François Michel Le Tellier, Marquês de Louvois, ministro da Guerra, que gastou milhões para embelezar os edifícios e jardins especialmente na construção do terraço. Em 1695, Luís XIV comprou Meudon para seu filho mais velho, o Grande Delfim, que construiu um segundo castelo a partir de 1706. Em 1718, o castelo de Meudon pertencia à duquesa de Berry, filha do Regente, e em 1726, o domínio foi reunido à coroa. A Convenção conservou os dois castelos de Meudon, e o Comitê de Salvação Pública colocou aí oficinas para construir máquinas, objetos e materiais úteis na guerra.
Durante a Revolução Francesa, a comuna porta provisoriamente o nome de Rabelais.
Em 1795 um incêndio danificou o antigo castelo, que foi então demolido a partir de 1803. Napoleão restaurou o outro, e Maria Luísa aí ficou com seu filho durante a campanha da Rússia. O Duque de Orleães e o marechal Soult o habitaram sucessivamente. Após o advento de Napoleão III de França, o castelo foi ocupado pelos príncipes Jerônimo e Jerônimo Napoleão Bonaparte.

### Século XIX
A compagnie d’aérostiers (companhia de balonistas), criada pelo Comitê de Salvação Pública e organizado pelos Ateliers Chalais-Meudon, levou a parte que é conhecido pela Batalha de Fleurus (1794). Em 28 de junho de 1799, o Diretório, suprime a companhia de balonistas. A École de Chalais-Meudon reabre suas portas sob a direção de Charles Renard e sob o nome de Établissement central de l’aérostation militaire em 1876.

## Geminação
Meudon é geminada com :
- Celle (Alemanha) desde 1953.[12]
- Woluwe-Saint-Lambert (Bélgica) desde 1958.[12]
- Ciechanów (Polônia) desde 1970.[12]
- Farnborough (Reino Unido) desde 1972[12] que integrou a Rushmoor em 1974.[12]
- Mazkeret Batya (Israel) desde 1987.[12]
- Brezno (Eslováquia) desde 1999.[12]